# Barrage Maithon
Le barrage Maithon est un barrage hydroélectrique indien situé sur le cours de la rivière Barakar dans l’État du Jharkhand.